# Ioan I de Gaeta
Ioan I (d. 933 sau 934) a fost hypatus bizantin de Gaeta, probabil cel mai proeminent conducător al Gaetei medievale.
Ioan a fost fiul lui Dociblis I cu Matrona.
El și-a început domnia ca asociat al tatălui său fie din 867, când tatăl său a preluat domnia în mod violent, fie din 877, când Ioan este menționat prima dată în poziția de co-regent. În același an, el a primit titlul onorific de patrikios din partea împăratului bizantin Vasile I Macedoneanul. Tatăl său a dispărut din anale începând din anul 906, însă el a fost confirmat ca fiind decedat abia în 914.
Ioan l-a recunoscut pe fratele său Anatolio ca duce de Terracina și a vândut castelul din Dragoncello celorlalți frați ai săi. El a început să promoveze o politică distinctă față de cea a tatălui său, care promovase alianțe cu sarazinii și conflicte cu longobarzii și cu bizantinii din vecinătate. Astfel, Ioan și-a căsătorit fiicele în mod strategic: Gemma a fost dată prefectului Marin de Sorrento, Maru nobilului Guaifer din Salerno, iar Matrona s-a măritat cu Campolo, membru al unei importante familii gaetane. Undeva între 906 și 914, Ioan și-a asociat propriul fiu, Docibilis în postura de co-regent.
Împreună, tată și fiu s-au alăturat strategos-ului bizantin Nicolae Picingli, a cărui armată a pornit în marș alături de aliații longobarzi din Italia de sud pentru a se uni cu trupele trimise de papalitate și de ducele de Spoleto, Alberic I. Reunită astfel, liga creștină i-a atacat pe musulmanii stabiliți în Garigliano și, în bătălia care a urmat, cei doi hypati s-au distins, contriunind la obținerea victoriei. Ca urmare, teritoriul aflat în posesia Gaetei s-a extins până la râul Garigliano.
Ioan a continuat construirea palatului început de tatăl său și l-a asociat la domnie și pe nepotul său, Ioan al II-lea, din 933. El a murit în același an și a mai lăsat încă trei fii (Leon, Constantin și Petru), însă Docibilis al II-lea, care preluase titlul ducal din 930, a moștenit singur Gaeta, fără să dividă teritoriul acesteia.